# José Scarpino
José  Scarpino  ( Buenos Aires Argentina, 16 de enero de 1904 – Mar del Plata, provincia de Buenos Aires, 29 de junio de 1974 ) fue un bandoneonista, director de orquesta y compositor dedicado al género del tango. Tenía dos hermanos también bandoneonistas: Alejandro Scarpino —que era menor-, con quien en general estuvo vinculado profesionalmente, y Domingo Scarpino, que trabajó siempre por su cuenta.

## Actividad profesional
Aprendió a tocar el acordeón cuando chico y de adolescente empezó con el bandoneón y aprovechando su buena voz  salía con su hermano Alejandro a dar serenatas por el barrio. 
A los 18 años Alejandro trabó amistad con Guillermo Césari, un pianista italiano de formación sólida integrante de una compañía de operetas, y ambos organizaron y codirigieron  una orquesta, que denominaron La Unión, en la cual José Scarpino tocaba el bandoneón y era el estribillista y Juan Caldarella tocaba el serrucho. 
Bajo el nombre de “Scarpino y su conjunto” actuaron en el Parque Goal, una especie de recreo con intenciones de confitería, fundado en el año 1917 y ubicado en la Avenida de Mayo 1473 que,  entre otros entretenimientos, daba la oportunidad a los concurrentes a  patear cinco penales a un arquero de la casa. El conjunto presentaba un repertorio de tangos en el que intercalaba la por entonces llamada música ligera, que consistía en fragmentos reconocidos de piezas clásicas. 
En 1924 actuó, siempre con su hermano Alejandro y con Enrique Sciarreta en el contrabajo en el Café El Nacional –la llamada Catedral del Tango-. Siguió más adelante trabajando en radios, cafés y otros locales en diversas ciudades del país.  
En 1925 escribió la letra de Canaro en París cuya música pertenecía a Alejandro Scarpino y Juan Caldarella, un tango de gran éxito pero ejecutado generalmente en versión instrumental; otro de sus tangos, No llore viejita, con letra de Julio Aparicio, fue registrada por Carlos Gardel en 1930. Otra colaboración con su hermano y con Caldarella produjo la zamba Chilena mía y los tangos No te maldigo y Sierra Chica ( su primera obra, de 1924).
Falleció en Mar del Plata el 29 de junio de 1974.